# Нородом Мониссара
Нородом Мониссара (1922—1975) — камбоджийский дипломат, член королевской семьи, сын принца Нородома Фанувонга (1871—1934) и принцессы Сисоват Бопасы (1901—1957), старшей сестры принца Сисовата Ютевонга. Приходился племянником принцу Сисовату Ютевонгу и двоюродным братом королю Нородому Сумариту. В 1968 году был назначен послом Камбоджи в Австралии. С марта по май 1973 года находился под домашним арестом. Убит вместе со всеми членами своей семьи вскоре после взятия Пномпеня Красными Кхмерами в апреле 1975 года.